# Liverpool and Manchester Railway
La Liverpool and Manchester Railway era una compagnia ferroviaria britannica, nota per aver costruito e gestito la ferrovia Liverpool-Manchester, la prima ferrovia al mondo.

## Storia

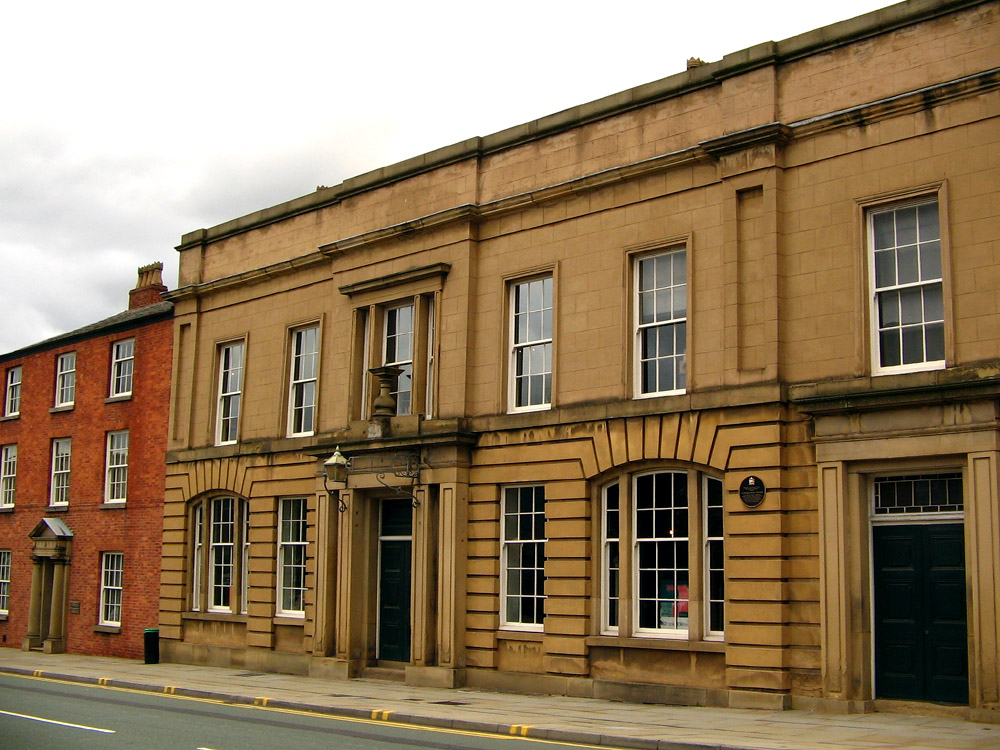
La stazione originale di Manchester

### Prodromi
Durante la Rivoluzione industriale, enormi tonnellate di materie prime venivano importate da Liverpool e trasportate alle fabbriche tessili situate alle pendici dei monti Pennini, dove l'acqua, e più tardi l'energia a vapore, consentivano la produzione di tessuti finiti, gran parte dei quali venivano poi trasportati a Liverpool per l'esportazione. I mezzi di trasporto acquatici esistenti, la Mersey and Irwell Navigation, il canale di Bridgewater e il canale Leeds-Liverpool, risalivano al XVIII secolo ed erano ritenuti fonte di profitti eccessivi dal commercio del cotone, oltre a frenare la crescita di Manchester e di altre città. Le merci venivano trasportate da Liverpool verso le fabbriche di Manchester che sorgevano lungo i canali o lungo strade di scarsa qualità; la Turnpike tra Liverpool e Manchester era descritta come "storta e ruvida" con una superficie "infima". Gli incidenti stradali erano frequenti, compresi i ribaltamenti di carri e carrozze, che rendevano problematico il traffico delle merci.
La ferrovia proposta doveva servire a trasportare a basso costo materie prime, prodotti finiti e passeggeri tra il porto di Liverpool e il Lancashire orientale. Sia Liverpool che Londra sostennero la ferrovia, mentre Manchester rimase sostanzialmente indifferente e l'opposizione venne dagli operatori dei canali e dai due proprietari terrieri locali, il conte di Derby e il conte di Sefton, sui cui terreni la ferrovia avrebbe dovuto passare.
La ferrovia Liverpool-Manchester sarebbe stata uno dei primi sistemi di trasporto pubblico terrestre a non utilizzare la trazione animale. Prima di allora, le ferrovie pubbliche erano trainate da cavalli, tra cui la Lake Lock Rail Road (1796), la ferrovia del Surrey Iron (1801) e la ferrovia dell'Oystermouth presso Swansea (1807).

### Fondazione
I promotori originari sono solitamente riconosciuti come Joseph Sandars, un ricco commerciante di granturco di Liverpool, e John Kennedy, proprietario della più grande filanda di Manchester. I due furono influenzati da William James. James era un agrimensore che aveva fatto fortuna con le speculazioni immobiliari. Sosteneva una rete nazionale di ferrovie, basandosi su ciò che aveva visto dello sviluppo delle linee di miniere e della tecnologia delle locomotive nel nord dell'Inghilterra.
La compagnia Liverpool and Manchester Railway fu fondata il 20 maggio 1824 da Enrico Booth, che ne divenne segretario e tesoriere, insieme a commercianti di Liverpool e Manchester. Charles Lawrence era il presidente, Lister Ellis, Robert Gladstone, John Moss e Joseph Sandars erano i vicepresidenti.
Nel 1825 fu redatto un progetto di legge per il Parlamento, che includeva una mappa del percorso della ferrovia in scala 1:63 360. Il primo progetto di legge fu respinto, ma il secondo fu approvato nel maggio dell'anno successivo. A Liverpool 172 persone acquistarono 1 979 azioni, a Londra 96 ne presero 844, a Manchester 15 con 124, altre 24 con 286. George Leveson-Gower, I duca di Sutherland ne possedeva 1 000, per un totale di 308 azionisti con 4 233 azioni.

### Apertura
La linea fu inaugurata il 15 settembre 1830 con capilinea presso la stazione di Manchester Liverpool Road (oggi integrata del Museo della Scienza e dell'Industria di Manchester) e presso la stazione di Liverpool Crown Street.
I festeggiamenti del giorno dell'inaugurazione furono rovinati dalla morte di William Huskisson, parlamentare rappresentante della circoscrizione di Liverpool.

Il binario meridionale fu riservato al treno speciale di inaugurazione, trainato dalla locomotiva Northumbrian, che trasportava il Primo Ministro di allora, il Arthur Wellesley, in una carrozza ornamentale, insieme a ospiti illustri in altre carrozze. Quando il treno si fermò per rifornimento di acqua presso la stazione di Parkside, vicino a Newton-le-Willows, era previsto che gli altri treni passassero in rassegna sul binario settentrionale. Per i passeggeri fu facile scendere e sgranchirsi le gambe, nonostante le istruzioni di non farlo, soprattutto perché c'era un intervallo tra i treni che passavano in ritardo. Huskisson decise di scendere e di passeggiare accanto al treno, e quando vide il Primo Ministro decise di iniziare una conversazione. La locomotiva Rocket fu vista dirigersi nella direzione opposta mentre la gente gridava a Huskisson di tornare sul treno.
L'ambasciatore austriaco fu fatto rientrare nella carrozza, ma Huskisson fu preso dal panico. Cercò di salire nella carrozza, ma si aggrappò alla porta aperta, che oscillò all'indietro, facendogli perdere la presa. Cadde tra i binari e la locomotiva Rocket gli passò sopra la gamba, frantumandola. Si dice che abbia detto: "Ho incontrato la mia morte - Dio mi perdoni!".
La locomotiva Northumbrian si staccò dal treno del Primo Ministro e portò Huskisson di corsa a Eccles, dove morì nella canonica. Divenne così il primo incidente ferroviario di cui si abbia notizia.
Il resto della comitiva proseguì comunque per Manchester, dove, essendo il Primo Ministro profondamente impopolare tra i tessitori e gli operai dei mulini, ricevette un'accoglienza animata e tornò a Liverpool senza scendere. Per il loro arrivo erano stati preparati un'accoglienza e un banchetto grandiosi.

### Chiusura
La ferrovia gestita dalla Liverpool and Manchester Railway ebbe successo e popolarità e ridusse i tempi di percorrenza tra Liverpool e Manchester a due ore. La maggior parte delle compagnie di diligenze che operavano tra le due città chiuse poco dopo l'apertura della ferrovia perché era impossibile competere.
Nel giro di poche settimane dall'apertura, la sua linea ferroviaria fece circolare i primi treni da escursione e trasportò le prime carrozze postali ferroviarie del mondo. La ferrovia fu un successo finanziario, pagando agli investitori un dividendo medio annuo del 9,5% nei 15 anni della sua esistenza indipendente: un livello di redditività che non sarebbe mai più stato raggiunto da una compagnia ferroviaria britannica.
L'8 agosto 1845, la società Liverpool and Manchester Railway fu assorbita dal suo principale partner commerciale, la Grand Junction Railway, che aveva aperto il primo tronco ferroviario da Birmingham a Warrington nel 1837. L'anno successivo la Grand Junction Railway entrò a far parte della London and North Western Railway.

## Materiale rotabile
Nella tabella di seguito l'elenco di locomotive utilizzate o sperimentate dalla Liverpool and Manchester Railway durante la costruzione della linea di sua competenza, durante i Rainhill Trials e fino all'assorbimento della società da parte della Grand Junction Railway nel 1845.
| Matricola | Nome               | Costruttore                   | N° Costruttore | Data costruzione | Rodiggio      | N° LNWR       | Note |
| --------- | ------------------ | ----------------------------- | -------------- | ---------------- | ------------- | ------------- | --- |
|           | Lancashire Witch   | Robert Stephenson and Company |                | 1828             | 0-4-0         | —             | Costruita per la compagnia Bolton and Leigh Railway ma data in prestito alla L&MR. |
|           | Twin Sisters       | Robert Stephenson and Company |                | 1829             | 0-6-0         | —             | Usata per la costruzione della linea. |
|           | Cycloped           | Thomas Shaw Brandreth         |                | 1829             |               | —             | A trazione ippica; mezzo candidato (e scartato) dei Rainhill Trials. |
|           | Novelty            | Ericsson & Braithwaite        |                | 1829             | 0-2-2VBWT     | —             | Ricostruita da Robert Daglish e venduta, il 3 agosto 1833, alla compagnia St Helens and Runcorn Gap Railway. La replica costruita nel 1929 incorpora le ruote originali e un cilindro. |
|           | Perseverance       | Timothy Burstall              |                | 1829             | 0-4-0         | —             | |
|           | Sans Pareil        | Timothy Hackworth             |                | 1829             | 0-4-0         | —             | Data in prestito alla compagnia Bolton and Leigh Railway nel 1831. |
|           | William IV         | Ericsson & Braithwaite        |                | 1830             | 0-2-2         | —             | [ senza fonte ] |
|           | Queen Adelaide     | Ericsson & Braithwaite        |                | 1830             | 0-2-2         | —             | [ senza fonte ] |
|           | Liverpool          | Edward Bury and Company       |                | 1830             | 0-4-0         | —             | First of the Bury Bar Frame locomotives. Ran well, but strongly opposed by George Stephenson. Finally vetoed because of its 6-foot large wheels. |
|           | Manchester         | Galloway, Bowman & Glasgow    |                | 1831             | 2-2-0         | —             | [ senza fonte ] |
|           | Hecate             |                               |                |                  |               | —             | [ senza fonte ] |
| 1         | Rocket             | Robert Stephenson and Company | 19             | 1829             | 0-2-2         | —             | Locomotiva utilizzata per la cerimonia d'apertura, guidata da Joseph Locke Venduta a George Howard, VI conte di Carlisle, donata al Patent Office Museum nel 1862. Preservata. Contrariamente al sapere diffuso, George Stephenson non ha niente a che fare con il progetto né la fabbricazione di questa locomotiva. |
| 2         | Arrow              | Robert Stephenson and Company |                | 1830             | 0-2-2         | —             | Locomotiva utilizzata per la cerimonia d'apertura, guidata da Frederick Swanwick. In precedenza era stata utilizzata nel primo giro di prova generale, da Liverpool a Manchester e viceversa, il 14 giugno 1830. |
| 3         | Wildfire           | Robert Stephenson and Company |                | 1830             | 0-2-2         | —             | Successivamente rinominata Meteor. |
| 4         | Dart               | Robert Stephenson and Company |                | 1830             | 0-2-2         | —             | Locomotiva utilizzata per la cerimonia d'apertura, guidata da Thomas Longridge Gooch. |
| 5         | Comet              | Robert Stephenson and Company |                | 1830             | 0-2-2         | —             | Locomotiva utilizzata per la cerimonia d'apertura, guidata da William Allcard. |
| 6         | Phoenix            | Robert Stephenson and Company |                | 1830             | 0-2-2         | —             | Locomotiva utilizzata per la cerimonia d'apertura, guidata da Robert Stephenson |
| 7         | Northumbrian       | Robert Stephenson and Company |                | 1830             | 0-2-2         | —             | Versione allargata della locomotiva Rocket, ossia la locomotive di testa durante la cerimonia d'apertura, guidata da George Stephenson |
| 8         | North Star         | Robert Stephenson and Company |                | 1830             | 0-2-2         | —             | Locomotiva utilizzata per la cerimonia d'apertura. |
| 9         | Planet             | Robert Stephenson and Company |                | 1830             | 2-2-0         | —             | [ 37 ] |
| 10        | Majestic           | Robert Stephenson and Company |                | 1830             | 2-2-0         | —             | Registrata con un rodiggio 2-2-0 nei registri della società L&MR, probabilmente ne aveva uno 0-2-2, simile a quello della locomotiva Northumbrian. |
| 11        | Mercury            | Robert Stephenson and Company |                | 1830             | 2-2-0         | —             | Ricostruito con un rodiggio 2-2-2 nel 1833 |
| 12        | Mars               | Robert Stephenson and Company |                | 1830             | 2-2-0         | —             | [ 37 ] |
| 13        | Samson             | Robert Stephenson and Company |                | 1831             | 0-4-0         | —             | [ 39 ] |
| 14        | Jupiter            | Robert Stephenson and Company |                | 1831             | 2-2-0         | —             | [ 37 ] |
| 15        | Goliah (o Goliath) | Robert Stephenson and Company |                | 1831             | 0-4-0         | —             | [ 39 ] |
| 16        | Saturn             | Robert Stephenson and Company |                | 1831             | 2-2-0         | —             | [ 37 ] |
| 17        | Sun                | Robert Stephenson and Company |                | 1831             | 2-2-0         | —             | [ 37 ] |
| 18        | Venus              | Robert Stephenson and Company |                | 1831             | 2-2-0         | —             | [ 37 ] |
| 19        | Vulcan             | Fenton, Murray & Co.          |                | 1831             | 2-2-0         | —             | [ 37 ] |
| 20        | Etna               | Robert Stephenson and Company |                | 1831             | 2-2-0         | —             | [ 37 ] |
| 21        | Fury               | Fenton, Murray & Co.          |                | 1831             | 2-2-0         | —             | [ 37 ] |
| 22        | Victory            | Robert Stephenson and Company |                | 1831             | 2-2-0         | —             | [ 37 ] |
| 23        | Atlas              | Robert Stephenson and Company |                | 1832             | 0-4-0         | —             | Ricostruita con un rodiggio 0-4-2, rinnovata nel 1842 e riassegnazione della matricola n° 81. |
| 24        | Vesta              | Robert Stephenson and Company |                | 1832             | 2-2-0         | —             | [ 37 ] |
| 25        | Milo               | Robert Stephenson and Company |                | 1832             | 0-4-0         | —             | [ 39 ] |
| 26        | Liver              | Edward Bury and Company       |                | 1832             | 2-2-0         | —             | Tra il gennaio del 1832 e il marzo del 1834, la locomotiva Liver ha effettuato un chilometraggio di gran lunga maggiore rispetto alle altre locomotive. Durante i gira di prova del giugno 1832, la locomotiva Liver si rivelò più economica rispetto alla Planet; ciononostante ma non vi furono ulteriori ordini.   |
| 27        | Pluto              | Robert Stephenson and Company |                | 1832             | 2-2-0         | 127 †         | Ricostruita con un rodiggio 2-2-2 nel 1841 e riassegnazione della matricola n° 9. |
| 28        | Caledonian         | Galloway, Bowman & Glasgow    |                | 1832             | 0-4-0         | —             | [ 39 ] |
| 29        | Ajax               | Robert Stephenson and Company |                | 1832             | 2-2-0         | —             | [ 37 ] |
| 30        | Leeds              | Fenton, Murray & Co.          |                | 1833             | 2-2-0         | —             | [ 37 ] |
| 31        | Firefly            | Robert Stephenson and Company |                | 1833             | 2-2-0         | —             | [ 37 ] |
| 32        | Experiment         | Sharp, Roberts and Company    |                | 1833             | 2-2-0         | —             | Guidata da leve a squadra. |
| 33        | Patentee           | Robert Stephenson and Company |                | 1834             | 2-2-2         | —             | [ 37 ] |
| 34        | Titan              | Charles Tayleur and Company   | 8              | 1834             | 0-4-0         | —             | Ricostruita con un rodiggio 0-4-2. |
| 35        | Orion              | Charles Tayleur and Company   | 9              | 1834             | 0-4-0         | —             | Ricostruita con un rodiggio 0-4-2. |
| 36        | Swiftsure          | George Forrester and Company  |                | 1834             | 2-2-0         | —             | Ricostruita con un rodiggio 2-2-2. |
| 37        | Rapid              | Charles Tayleur and Company   | 17             | 1835             | 2-2-2         | —             | [ 37 ] |
| 38        | Speedwell          | Charles Tayleur and Company   | 19             | 1835             | 2-2-2         | —             | [ 42 ] |
| 39        | Hercules           | Mather, Dixon and Company     |                | 1835             | 0-4-0         | —             | Ricostruita con un rodiggio 0-4-2. |
| 40        | Eclipse            | Charles Tayleur and Company   | 29             | 1835             | 0-4-2         | —             | Ricostruita con un rodiggio 0-4-2. |
| 41        | Star               | Charles Tayleur and Company   | 30             | 1836             | 2-2-2         | 165           | Ricostruita con un rodiggio 0-4-2 e riassegnazione della matricola n° 53. |
| 42        | York               | Charles Tayleur and Company   | 31             | 1836             | 0-4-2         | —             | [ 39 ] |
| 43        | Vesuvius           | Haigh Foundry                 |                | 1836             | 2-2-2         | —             | [ 42 ] |
| 44        | Thunderer          | Mather, Dixon and Company     |                | 1836             | 0-4-2         | —             | [ 39 ] |
| 45        | Lightning          | Haigh Foundry                 |                | 1836             | 2-2-2         | 114           | [ 42 ] |
| 46        | Cyclops            | Haigh Foundry                 |                | 1836             | 2-2-2         | —             | Modificata nel 1839 dall'ingegnere John Gray. |
| 47        | Milo               | Charles Tayleur and Company   | 32             | 1836             | 2-2-2         | —             | [ 42 ] |
| 48        | Dart               | Mather, Dixon and Company     |                | 1836             | 2-2-2         | —             | [ 42 ] |
| 49        | Phoenix            | Charles Tayleur and Company   | 33             | 1836             | 2-2-2         | —             | [ 42 ] |
| 50        | Majestic           | Charles Tayleur and Company   | 46             | 1837             | 2-2-2         | —             | [ 42 ] |
| 51        | Etna               | Charles Tayleur and Company   | 47             | 1837             | 2-2-2         | —             | [ 42 ] |
| 52        | Arrow              | Mather, Dixon and Company     |                | 1837             | 2-2-2         | —             | [ 42 ] |
| 53        | Sun                | R & W Hawthorn                |                | 1837             | 2-2-2         | 164           | [ 42 ] |
| 54        | Meteor             | Mather, Dixon and Company     |                | 1837             | 2-2-2         | 115 †         | [ 42 ] |
| 55        | Comet              | Mather, Dixon and Company     |                | 1837             | 2-2-2         | 166           | [ 42 ] |
| 56        | Vesta              | R & W Hawthorn                |                | 1837             | 2-2-2         | —             | [ 42 ] |
| 57        | Lion               | Todd, Kitson & Laird          |                | 1838             | 0-4-2         | 116           | Venduta ai Mersey Docks nel 1859 da usare come pompa fissa; è stata utilizzata come tale fino al 1928. Preservata. |
| 58        | Tiger              | Todd, Kitson & Laird          |                | 1838             | 0-4-2         | 117           | [ 44 ] |
| 59        | Rokeby             | Rothwell and Company          |                | 1838             | 2-2-2         | —             | Riassegnazione della matricola n° 52. |
| 60        | Roderic            | Rothwell and Company          |                | 1838             | 2-2-2         | 118           | Riassegnazione della matricola n° 20. |
| 61        | Mammoth            | T. Banks & Co.                |                | 1839             | 0-4-2         | —             | Riassegnazione della matricola n° 30. |
| 62        | Leopard            | Todd, Kitson & Laird          |                | 1839             | 2-2-2         | —             | [ 42 ] |
| 63        | Mastodon           | T. Banks & Co.                |                | 1839             | 2-2-2         | 119           | Riassegnazione della matricola n° 56. |
| 64        | Panther            | Todd, Kitson & Laird          |                | 1839             | 2-2-2         | —             | [ 42 ] |
| 65        | Elephant           | Todd, Kitson & Laird          |                | 1839             | 0-4-2         | 113           | Riassegnazione della matricola n° 34. |
| 66        | Samson             | Benjamin Hick and Sons        |                | 1839             | 0-4-2         | 120           | Riassegnazione della matricola n° 35. |
| 67        | Buffalo            | Todd, Kitson & Laird          |                | 1839             | 0-4-2         | 121 121A 1106 | Ricostruita con un rodiggio 2-2-2T nel 1860 e riassegnazione della matricola n° 50. |
| 68        | Goliah (o Goliath) | Benjamin Hick and Sons        |                | 1839             | 0-4-2         | 122           | Riassegnazione della matricola n° 51. |
| 69        | Victoria           | Mather, Dixon and Company     |                | 1839             | 2-2-2 o 0-4-2 | 123           | Riassegnazione della matricola n° 1 nel 1841. |
| 69        | Swallow            | L&M Edge Hill Works           |                | 1841 settembre   | 2-2-2         | 128           | [ 42 ] |
| 70        | Martin             | L&M Edge Hill Works           |                | 1842 gennaio     | 2-2-2         | 129           | [ 42 ] |
| 71        | Kingfisher         | L&M Edge Hill Works           |                | 1841 settembre   | 2-2-2         | 131           | [ 42 ] |
| 72        | Heron              | L&M Edge Hill Works           |                | 1841 novembre    | 2-2-2         | 130           | [ 42 ] |
| 73        | Pelican            | L&M Edge Hill Works           |                | 1841 dicembre    | 2-2-2         | 132           | [ 42 ] |
| 74        | Ostrich            | L&M Edge Hill Workss          |                | 1842 febbraio    | 2-2-2         | 133           | [ 42 ] |
| 75        | Owl                | L&M Edge Hill Works           |                | 1842 marzo       | 0-4-2         | 134           | [ 44 ] |
| 76        | Bat                | L&M Edge Hill Works           |                | 1842 giugno      | 0-4-2         | 135           | [ 44 ] |
| 77        | Stork              | L&M Edge Hill Works           |                | 1842 maggio      | 2-2-2         | 136           | [ 42 ] |
| 78        | Crane              | L&M Edge Hill Works           |                | 1842 ottobre     | 2-2-2         | 137           | [ 39 ] |
| 79        | Swan               | L&M Edge Hill Works           |                | 1842 settembre   | 2-2-2         | 138           | [ 42 ] |
| 80        | Cygnet             | L&M Edge Hill Works           |                | 1842 dicembre    | 2-2-2         | 139           | [ 39 ] |
| 81        | Atlas              | L&M Edge Hill Works           |                | 1842 novembre    | 0-4-2         | 140           | [ 39 ] |
| 82        | Pheasant           | L&M Edge Hill Works           |                | 1842 gennaio     | 2-2-2         | 141           | [ 42 ] |
| 83        | Partridge          | L&M Edge Hill Works           |                | 1843 giugno      | 2-2-2         | 126           | [ 39 ] |
| 84        | Bittern            | L&M Edge Hill Works           |                | 1843 aprile      | 0-4-2         | 142           | [ 44 ] |
| 85        | Lapwing            | L&M Edge Hill Works           |                | 1843 ottobre     | 0-4-2         | 143           | [ 45 ] |
| 86        | Raven              | L&M Edge Hill Works           |                | 1843 dicembre    | 0-4-2         | 144           | [ 45 ] |
| 87        | Crow               | L&M Edge Hill Works           |                | 1844 gennaio     | 0-4-2         | 145           | [ 45 ] |
| 88        | Redwing            | L&M Edge Hill Works           |                | 1844 aprile      | 2-2-2         | 146           | [ 39 ] |
| 89        | Woodlark           | L&M Edge Hill Works           |                | 1845 gennaio     | 2-2-2         | 147           | [ 39 ] |
| 90        | Penguin            | L&M Edge Hill Works           |                | 1844 ottobre     | 0-4-2         | 148           | [ 45 ] |
| 91        | Petrel             | L&M Edge Hill Works           |                | 1844 luglio      | 0-4-2         | 149           | [ 45 ] |
| 92        | Linnet             | L&M Edge Hill Works           |                | 1845 febbraio    | 2-2-2         | 150           | [ 39 ] |
| 93        | Goldfinch          | L&M Edge Hill Works           |                | 1845 febbraio    | 2-2-2         | 151           | [ 39 ] |
| 94        | Bullfinch          | L&M Edge Hill Works           |                | 1845 maggio      | 2-2-2         | 152           | [ 39 ] |
| 95        | Chaffinch          | L&M Edge Hill Works           |                | 1845 maggio      | 2-2-2         | 153           | [ 39 ] |
| 96        | Starling           | L&M Edge Hill Works           |                | 1845 luglio      | 0-4-2         | 154           | [ 45 ] |
| 97        | Owzell             | L&M Edge Hill Works           |                | 1845 novembre    | 0-4-2         | 155           | [ 45 ] |
| 98        | Redstart           | L&M Edge Hill Works           |                | 1845 dicembre    | 0-4-2         | 156           | [ 45 ] |
| 99        | Redbreast          | L&M Edge Hill Works           |                | 1845 settembre   | 0-4-2         | 157           | [ 45 ] |
| 100       | Condor             | L&M Edge Hill Works           |                | 1846 marzo       | 2-2-2         | 158           | [ 39 ] |
| 101       | Adjutant           | L&M Edge Hill Works           |                | 1846 marzo       | 0-4-2         | 159           | [ 45 ] |
| 102       | Flamingo           | L&M Edge Hill Works           |                | 1846 marzo       | 0-4-2         | 160           | [ 45 ] |
| 103       | Cuckoo             | L&M Edge Hill Works           |                | 1846 marzo       | 0-4-2         | 161           | [ 45 ] |
| 104       | Albatross          | L&M Edge Hill Works           |                | 1846 giugno      | 0-4-2         | 162           | [ 45 ] |
| 106       | Osprey             | L&M Edge Hill Works           |                | 1846 luglio      | 0-4-2         | 163           | [ 45 ] |